# The Serpent's Kiss
The Serpent's Kiss is een Britse dramafilm uit 1997, geregisseerd door Philippe Rousselot en geschreven door Tim Rose Price. De hoofdrollen worden vertolkt door Ewan McGregor, Greta Scacchi en Pete Postlethwaite.

## Verhaal
Thomas Smithers (Pete Postlethwaite) huurt Meneer Chrome (Ewan McGregor), een beroemde tuinarchitect, in om de meest extravagante tuin te ontwerpen in zijn wilde eigendom. Smithers is vastbesloten om een fantastische tuin als erfgoed achter te laten. De vrouw van Smithers, Juliana (Greta Scacchi) is verliefd op Chrome. Alleen is Chrome verliefd op Anna. Chrome krijgt telefoontjes van een onbekend persoon.

## Rolbezetting
| Acteur             | Personage         |
| ------------------ | ----------------- |
| Ewan McGregor      | Meneer Chrome     |
| Greta Scacchi      | Juliana           |
| Pete Postlethwaite | Thomas Smithers   |
| Richard E. Grant   | James Fitzmaurice |
| Carmen Chaplin     | Thea / Anna       |
| Donal McCann       | Arts              |
| Charley Boorman    | Secretaris        |